# Catafora (figura retorica)
La catafora (dal greco antico καταφέρω, trasl. kataphérō, "volgo avanti") è una figura retorica di tipo sintattico, alla quale si fanno risalire due significati:
- la collocazione a fine frase di una parola che normalmente sarebbe posta all'inizio perché soggetto[1][2], o più genericamente
- la ripetizione di una parola o di un gruppo di parole che concludono un verso nel verso successivo.[3]

Un esempio del primo tipo:
baciò la sua petrosa Itaca Ulisse. (Ugo Foscolo, A Zacinto, v. 11)